# 黄斑尺蛾属
黄斑尺蛾属（学名：Epichrysodes）为尺蛾科的一个属。

## 下属物种
- 天目黄斑尺蛾 Epichrysodes tienmuensis Han et Stüning, 2007